# Administrația comunei Racovița
Acest articol dezvoltă o secțiune Administrația comunei Racovița a articolului principal, comuna Racovița, Sibiu.

Județe cu locuri și localități care se numesc Racovița

Adminitrația comunei Racovița a suferit de-a lungul timpului o mulțime de reorganizări, corelându-și interesele în funcție de aparteneța sa la organizarea administrativ-teritorială de care a aparținut pe parcurul istoriei sale. Astfel, satul, a aparținut de „Terra Blachorum” și de Comitatul Sibiului până în anul 1224 după care de Scaunul filial al Tălmaciului aparținător direct de Scaunul Sibiului. Începând din anul 1453, satul a fost divizat în partea scăunală și partea iobăgită, ultima aparținând juridic de Comutatul Alba de Jos până în anul 1783, după care a trecut la comitatul nou înființat, Alba Superioară. Imediat după militarizarea Racoviței ca urmare a înființării Graniței Militare Transilvănene de către Imperiul Habsburgic, cele două jumătăți de sat au fost unificate, satul fiind încorporat integral în Scaunul Sibiului. Începând din anul 1851, an care marchează sfârșitul graniței militare, Racovița trece în administrare civilă, ea făcând parte pe rând din administrațiile locale din  Cisnădie, Sibiu și Rășinari care aparțineau de Comitatul Sibiului. Din 1919 a făcut parte din Județul Sibiu cu o singură sincopă de apartenență la Regiunea Stalin, între anii 1950 - 1968. În perioada 1765 - 1851, Racovița s-a identificat cu compania de grăniceri care a existat aici, fiind subordonată din punct de vedere administrativ numai "Stabului" de la Orlat și pe linie directă Comandei generale de la Sibiu și Curții Aulice din Viena. 
Prima mențiune despre obștea racoviceană și conducătorul ei datează din anul 1494, când cneazul de aici a vândut Cetății Sibiului un somn pentru care a primit suma de 80 dinari.
Sebeșu de Sus se arondează Comunei Racovița la data de 31 decembrie 1950.

## Apartenența satului la organizarea administrativ-teritorială
Datorită poziției geografice, este de presupus că încă înainte de venirea ungurilor în Ardeal, Racovița a făcut parte din vestita "Terra Blahorum", menționată în documente încă din 1222. O dată cu înființarea Comitatului Sibiului atestat ca atare până în anul 1224, Racovița va fi făcut parte din aceasta iar mai apoi, din Scaunele Tălmaciului și Sibiului. După anul 1453, "partea iobăgită" a localității a rămas sub jurisdicția Comitatului de Alba, iar o dată cu anul 1738 sub cea a comitatului nou înființat, Alba Superioară.
De îndată după militarizarea Racoviței și includerea ei în "granița militară", cele două părți de sat, partea "scăunală" și cea "iobăgită", au fost unificate. Trecând din nou în administrație civilă în 1851 , localitatea a cunoscut numeroase reorganizări administrative, făcând parte rând pe rând din preturile: Rășinari, Sibiu și Cisnădie, care la rândul lor au făcut parte din Comitatul Sibiului.
Prin înființarea județului Sibiu în 1919, Racovița a fost inclusă în teritoriul acestuia, aparținând de Cisnădie, Avrig și Tălmaciu. 
În 1950, în baza Legii nr.5/1950, județul Sibiu a fost desființat și transformat în raionul cu același nume, înglobat în Regiunea Stalin, respectiv Brașov. În această situație a rămas până în 1968, când prin Legea nr.57/1968 regiunile și raioanele au fost desființate, revenindu-se din nou la județe.

## Organizarea administrativ locală

Siglă aniversară la 550 de ani de atestare documentară

Prima mențiune despre obștea racoviceană și conducătorul ei datează din anul 1494, când cneazul de aici a vândut Cetății Sibiului un somn pentru care a primit suma de 80 dinari.
Juzii Racoviței erau aleși din rândurile celor mai vrednici și înstăriți locuitori ai satului. Astfel localitatea a avut:
- Un singur jude până când satul a format o singură unitate administrativă, care potrivit rânduielilor vremii, se alegea de către întreaga obște, adesea în interiorul bisericii[7] pe timp de un an.
- Doi juzi când satul a fost împărțit în două subunități administrative distincte, "partea scăunală" și "partea iobăgită" în care stăpânii feudali își numeau juzi propri, întâlniți în documente sub numele de „judex dominialis”.

În conducerea treburilor obstești, cneazul sau judele, funcție întâlnită în documentele vremii și sub numele de „vilicus”, „crainic” sau „ortsrichter”, era ajutat de un „sfat al bătrânilor” alcătuit din fruntașii satului aleși prin vot, membrii acestuia purtând numele de "oameni buni", "bătrâni", "sutași" sau "jurați".
În perioada 1765 - 1851, Racovița s-a identificat cu compania de grăniceri care a existat aici, fiind subordonată din punct de vedere administrativ numai "Stabului" de la Orlat și pe linie directă Comandei generale de la Sibiu și Curții Aulice din Viena. Primarii și jurații erau sub comanda căpitanului de companie și în lipsa lui în cadrul așa-ziselor "Kirchenparade" primarul era acela care în "Plațu Ariștii" sau de pe "trepții"(treptele scării) bisericii anunța "poruncile" primite de la eșaloanele superioare.
După anul 1849, o dată cu noua împărțire administrativă a țării, în structura organelor administrative locale a apărut și funcția de notar, primul ce a ocupat acest post fiind caporalul "halbinvalid" Ioan Metea, plătit din "lada comunei". Începand din anul 1851, primăria comunală este întâlnită în documente sub denumirile de "oficiul comunal", "reprezentanță comunală", „antistia” sau "dregătoria comunală" ba chiar și "comuna politică".
Prin Legea din 15 ianuarie 1949, vechile structuri administrative ale primăriilor au fost înlocuite cu așa-zisele "Comitete Provizorii" și în 5 aprilie 1949 comitetele au fost înlocuite cu "Sfaturile populare", în baza Legii nr. 5. Din acest moment funcția de primar a fost înlocuită cu cea președinte și cea de notar cu cea de secretar. "Sfaturile populare" au funcționat până în 31 ianuarie 1968 când ca urmare a Legii nr.57/1968 s-au transformat în Consilii Populare.
Începand cu data de 31 decembrie 1950 se arondează Racoviței satul vecin Sebeșu de Sus, situație existentă și astăzi.

Sediul Companiei a VII-a numit și Cănțălărie

În anul 1974 președintele Consiliului Popular a redevenit primar și în anul 1968 a preluat și funcția de "secretar de partid" a localității.
Sediul Primăriei Racovița a fost localizat până în anul 1765 fie pe teritoriul local al curților nobiliare ale satului, fie confundându-se cu locuințele juzilor. După cuprinderea satului în "granița militară", cancelaria comandantului de companie numită de localnici Cănțălărie, a devenit și Primărie, motiv pentru care racovicenii au numit această instituție așa până la jumătatea secolului al XX-lea.
În 1834 sediul Primăriei a fost mutat în locuința căpitanului comandant de companie, construită special în acest scop în centrul satului, care prin rescript împărătesc în 1866 a fost donată bisericii. Clădirea Primăriei a fost folosită sporadic și drept cârciumă comunală, locuință pentru notar sau școală, iar în  1964 a fost supraetajată căpătând forma de astăzi.
Între anii 1952 - 1956, Primăria Racovița a funcționat în clădirea fostului proprietar David Olaru, vizavi de actualul "Magazin Sătesc", clădire expropiată pe considerentul că acesta era chiabur.

## Tabel nominal cu juzii și primarii satului din 1711 până azi
| Nume             | Perioada  | Nume             | Perioada  | Nume             | Perioada  | Nume                   | Perioada  |
| ---------------- | --------- | ---------------- | --------- | ---------------- | --------- | ---------------------- | --------- |
| Ioan Doic(an)    | 1711      | Iosif Păcurar    | 1854      | Nicolae Maxim    | 1908-1909 | Nicolae Ciungu         | 1944-1945 |
| Ioan Bobanga     | 1721      | Gheorghe Raț     | 1855      | Gheorghe Hulpuș  | 1909      | Gheorghe Stoica        | 1945      |
| Radu Faur        | 1751      | Ioan Maxim       | 1857      | Ioan Fogoroș     | 1913      | Aurel Bobanga          | 1946-1947 |
| Toma Vintilă     | 1751      | Ioan Bobanga     | 1859      | David Mohan      | 1918      | Ieronim Olaru          | 1947-1948 |
| Toma Hitoc       | 1752      | Gheorghe Rusu    | 1860-1861 | Nicolae Doican   | 1919      | Ioan Bobanga           | 1948-1949 |
| Florea Cîndea    | 1752      | Ioan Maxim       | 1862-1864 | Gheorghe Hulpuș  | 1920      | Ilie Iancu             | 1949      |
| Toma Totan       | 1753-1756 | Ioan Măierean    | 1863-1867 | Ioan Fogoroș     | 1921      | Nicolae Spătacean      | 1949-1956 |
| Toader Ionuș     | 1756-1757 | Ioan Cîndea      | 1867      | Iosif Stoichiță  | 1922      | Ilie Dancu             | 1956-1958 |
| Oprea Pascului   | 1757-1758 | Gheorghe Rusu    | 1867-1868 | Ioan Doican      | 1922      | Dionisie Hulpuș        | 1958      |
| Toma Stoian      | 1758-1759 | Toma Vlad        | 1868-1869 | Ioan Fogoroș     | 1923      | Miron Olaru            | 1958-1973 |
| Ioan Tîlvan      | 1759-1760 | Ioan Măerean     | 1869      | Nicolae Suciu    | 1923-1924 | Ioan Bălan             | 1973-1975 |
| Pavel Ionuș      | 1760-1761 | Ioan Bobanga     | 1871-1872 | Ioan Doican      | 1924      | Simion Stoichiță       | 1975-1979 |
| Constantin Lazăr | 1765      | Toma Vlad        | 1873-1876 | Nicolae Suciu    | 1924-1925 | Ana Măerean            | 1979-1989 |
| Filip Stoica     | 1765      | Gheorghe Bobanga | 1877      | Ioan Măierean    | 1925      | Ioan Maxim             | 1989-1992 |
| Mihăila Hirst    | 1765      | Mihai Brudar     | 1879      | Ioan Aleman      | 1925-1926 | Emilian Stoica         | 1992-1996 |
| Ioan Fulcea      | 1765      | Ioan Măerean     | 1879-1880 | Ioan Doican      | 1928-1929 | Stoica Cornel          | 1996-2000 |
| Marin Totan      | 1766      | Gheorghe Bobanga | 1880      | Dionisie Crișan  | 1930-1933 | Vasiu Nicolae          | 2000-2008 |
| Mitrea Crișan    | 1784-1785 | Ioan Măerean     | 1881      | Gheorghe Măerean | 1933      | Florina Peciu-Florianu | 2008-2012 |
| Moise Bendorfean | 1803      | David Ivan       | 1882      | Alexandru Maxim  | 1933      |                        |           |
| Onea Opri Stoica | 1804      | Gheorghe Hulpuș  | 1883-1888 | Gheorghe Hulpuș  | 1933      |                        |           |
| Chirilă Șoneriu  | 1820      | David Ivan       | 1889      | Alexandru Maxim  | 1934      |                        |           |
| Petru Vasiu      | 1821-1822 | Ioan Măerean     | 1890-1891 | Gheorghe Măerean | 1934-1936 |                        |           |
| Ioan Opri Stoica | 1829      | David Murărescu  | 1892-1893 | Nicolae Suciu    | 1936      |                        |           |
| Gheorghe Vasiu   | 1833      | Simion Maxim     | 1893-1894 | Gheorghe Măerean | 1937-1938 |                        |           |
| Dumitru Comănean | 1841      | Simion Ciungu    | 1894-1895 | Ioan R.Popa      | 1938      |                        |           |
| Nicolae Todea    | 1842-1843 | Simion Maxim     | 1895      | Ioan Doican      | 1938      |                        |           |
| Șofron Trif      | 1844      | Ioan Bobanga     | 1896      | Ioan Săbăduș     | 1938-1939 |                        |           |
| Vasile Ucean     | 1844      | Simion Maxim     | 1897      | Alexandru Maxim  | 1939      |                        |           |
| Gheorghe Raț     | 1847      | Nicolae Măerean  | 1898-1900 | Nicolae Diac     | 1939-1940 |                        |           |
| Gheorghe Trif    | 1848      | Gheorghe Măerean | 1901-1902 | Marcu Rusu       | 1940-1941 |                        |           |
| Iacob Panga      | 1850      | Ioan Vichendea   | 1903      | Ioan Doican      | 1941      |                        |           |
| Gheorghe Raț     | 1851      | Iosif Crișan     | 1904-1905 | Gheorghe Măerean | 1941-1942 |                        |           |
| Ioan Diac        | 1852      | Nicolae Suciu    | 1907      | Simion Mohan     | 1943      |                        |           |

Sursa: Cornel Lupea - "Racovița - Monografia unei străvechi așezări sibiene"

## Notarii satului în perioada 1849-1949
| Nume               | An/Perioada | Nume            | An/Perioada | Nume              | An/Perioada | Nume          | An/Perioada |
| ------------------ | ----------- | --------------- | ----------- | ----------------- | ----------- | ------------- | ----------- |
| Ioan Metea         | 1849-1851   | Iuliu Fogorosi  | 1887        | Vasile Chialda    | 1923        | Ioan Bichiș   | 1938        |
| Gheorghe Hulpuș    | 1855        | Ioan Wenczel    | 1895        | Ferdinand Schmidt | 1923        | Ioan Mureșan  | 1939        |
| Ioan Măcelaru      | 1855-1867   | Iuliu Fogorosi  | 1895-1897   | Gheorghe Frățila  | 1923-1924   | Ioan Mărie    | 1939        |
| Ioan Trif          | 1867-1868   | Victor Florianu | 1897-1898   | Ovidiu Florianu   | 1924        | Ioan Mureșan  | 1940        |
| Ioan Măcelaru      | 1868-1873   | Irimie Răduț    | 1898-1905   | Victor Florianu   | 1925        | Vasile Avram  | 1940-1941   |
| Ioan Trif          | 1873        | Ștefan Popovici | 1905-1918   | Ferdinand Schmidt | 1926        | Ioan Podorean | 1941-1945   |
| Ioan Măcelaru      | 1874-1878   | Leonte Opriș    | 1918-1919   | Ioaneș Olaru      | 1926-1936   | Vasile Avram  | 1945        |
| Ioan Trif          | 1878-1879   | Victor Florianu | 1919-1921   | Augustin Barbu    | 1936        | Nicolae Opriș | 1945-1946   |
| Alexandru Petruțiu | 1880-1881   | Mihai Ogreanu   | 1921-1922   | Ioan Mureșan      | 1936        | Vasile Avram  | 1946-1949   |
| Mihăilă Smigelschi | 1881        | Carol Filip     | 1922        | Ioan Mărie        | 1936-1937   |               |             |
| Zaharia Ioanovici  | 1882-1887   | Ioan Hofman     | 1922-1923   | Ioan Mureșan      | 1937        |               |             |

Sursa: Cornel Lupea - "Racovița - Monografia unei străvechi așezări sibiene"

## Secretarii Sfatului Popular după 1950
| Nume               | An/Perioada | Nume             | An/Perioada |
| ------------------ | ----------- | ---------------- | ----------- |
| Vasile Giorgi      | 1950        | Vasile Deneș     | 1979-1990   |
| Octavian Bărdaș    | 1950        | Stana Călin      | 1990-1993   |
| Gheorghe Savu      | 1951        | Georgeta Hamciuc | 1993-       |
| Gheorghe Băra      | 1952        |                  |             |
| Ana Bucurenciu     | 1952        |                  |             |
| Elisabeta Marciuc  | 1952-1960   |                  |             |
| Nicolae Opriș      | 1960        |                  |             |
| Maria Ignat        | 1960-1962   |                  |             |
| Nicolae Opriș      | 1962-1965   |                  |             |
| Gheorghe Bărăgan   | 1965-1967   |                  |             |
| Elisabeta Berceanu | 1967-1968   |                  |             |
| Gheorghe Bărăgan   | 1968-1969   |                  |             |
| Maria Ignat        | 1969-1970   |                  |             |
| Nicolae Opriș      | 1970-1971   |                  |             |
| David Păcuraru     | 1971-1973   |                  |             |
| Maria Ignat        | 1973-1974   |                  |             |
| Ana Măerean        | 1974-1979   |                  |             |

Sursa: Cornel Lupea - "Racovița - Monografia unei străvechi așezări sibiene"